# Žuža (priimek)
Žuža je priimek več znanih Slovencev: 
- Franc Žuža (1825—1871), hmeljar
- Ivan Žuža (1830—1903), geolog in montanist
- Ivan Ev. Žuža (1837—1908), narodni delavec, geolog
- Jelica Žuža (1922—2014), slikarka
- Jurij Žuža (~1650—1716), šolnik
- Maja Žuža (*1981), atletinja, skakalka v daljavo